# Maida Vale (wijk)
Maida Vale is een wijk in het Londense bestuurlijke gebied City of Westminster, in de regio Groot-Londen.
Het Grand Union Canal met de scheepvaarttunnel Maida Hill Tunnel is gelegen in Maida Vale.

## Geboren in Maida Vale
- Alan Turing (1912-1954), wiskundige en informaticus